# Woskossogho
Woskossogho est une localité située dans le département de Barsalogho de la province du Sanmatenga dans la région Centre-Nord au Burkina Faso.

## Géographie
Woskossogho est administrativement rattaché au village de Guiendbila.

## Éducation et santé
Le centre de soins le plus proche de Woskossogho est le centre médical avec antenne chirurgicale (CMA) de Barsalogho tandis que le centre hospitalier régional (CHR) se trouve à Kaya.